# Dénes Gábor
Dénes Gábor (Budapest, 1950.) magyar filmrendező, operatőr.

## Életrajza
1970-től dolgozik a filmszakmában. A MAFILM segédoperatőre, majd 1976-ban felvételt nyert a Németországban működő HFF-re, a híres babelsbergi filmfőiskolára. 1981-ben diplomázott, azóta mint rendező, operatőr és mint producer dolgozik
A filmgyár szanálását követően létrehozta a DEGA Film Stúdiót, amely elsősorban dokumentumfilmeket, oktatófilmeket, referenciafilmeket készít.
Tagja a HSC-nek, az MRC-nek és a MADE-nek.
A filmkészítésen kívül könyvet írt Szent-Györgyi Albertről, különböző folyóiratokban jelennek meg publikációi. 1990-ben kidolgozta és tanítja az „audiovizuális kultúra” tantárgyat.

## Filmográfia

### A magyar értelmiség XX. századi története
(egész estés filmek)
- Psalmus Humanus – Szent-Györgyi Albert (1984) Egy bölcs öreg ember vallomása tudományról, világról, életről
- Neumann János – John von Neumann (1984) – A huszadik század egyik legfontosabb tudósáról rajzol portrét, akitől a világ megváltozott, a számítógép, az atomenergia felszabadítása, a biológia, az agykutatás, a közgazdaságtan terén elért eredményei révén.
- Egy múzsa emléke – Ferenczy Béni – A film az európai művészettörténet egyik kimagasló személyiségéről és családjáról, a 20. századról, az értelmiség szerepéről, szerelemről, összetartozásról szól. A film főszereplője a múzsa, Ferenczy Erzsike.
- Szenes Hanna – Anikó – Mint író, mint Izrael nemzeti hőse, Hannah Senesh néven lett ismert. Hogyan lesz egy eminens budai úrilányból mezőgazdasági szakmunkás, kibucot építő cionista, angol ejtőernyős, felderítő, embermentő, és 23 évesen, 1944-ben halálraítélt vértanú.
- Teller Ede rendhagyó matematika- és fizikaórája – A tudós szabályos-szabálytalan órát tart olyan kérdésekről, mint a relativitás, a végtelen, a világ fejlődését meghatározó stratégiai kérdések, az éhezés, az ivóvíz, a környezet alakulása, a globális felmelegedés.
- Egy Nobel-díj története – Harsányi János – A tudós a díj történetét meséli el.
- A Király – (Portré Király Béláról) A Horthy hadsereg tisztje volt, aki üldözötteket mentett. 1956-ban a nemzetőrség parancsnoka lett, majd emigrálni kényszerült. Amerikában történész, egyetemi tanár, könyvkiadó értelmiségi lett. 1990 után magyar országgyűlési képviselőként mesélte el saját 20. századát.
- A kamerás ember – Schuller Imre – Portréfilm egy idős filmrendező operatőrről, aki megelőzve korát a szakma és a közönség számára meghatározó filmeket készített. Technikai találmányait nagy világcégek gyártják. Filmjei különlegesek, egyediek.

### A másság, a tolerancia, az előítéletekről szóló filmek
- Szivárványos tütücsillag – A halmozottan fogyatékosok zárt világát mutatja be. A film egy nap történetét meséli el a tiszafüredi egészségügyi gyermekotthonban.
- A gyógyító lovak – A fogyatékosok és a lovak különleges kapcsolatáról szól, a gyógyszerekkel nem kezelhető betegeket a lovak gyógyítják eredményesen.
- Bélyeges sereg – Közel 80 órányi már leforgatott dokumentumfilm sorozat, amely a magyarországi zsidó munkaszolgálatosok történetét dolgozza fel.
- Oly korban… – Kétrészes dokumentumfilm, az Abonyi utcai Zsidógimnázium, 1943-ban érettségizett utolsó osztályának történetét dolgozza fel, akik ötven évvel az érettségi után újból találkoznak.
- Európában valahol – A film a magyarországi cigány kisebbség helyzetéről ad egy áttekintést.

### A társadalom átalakulását elemző, tényfeltáró dokumentumfilmek
- A döntés – Film a rövidtávon gondolkodó fiskális politika hatásairól, az alkotó értelmiség leértékeléséről, a társadalmi értékrend torzulásának folyamatáról.
- Zárójelentés I-VI. – A sorozat 1993-tól napjainkig követi és elemzi a magyar egészségügy válságát, a népesség egészségi állapotának folyamatos rosszabbodásának okait.
- Kórházmesék – A film az egészségügyben a lehetséges kitörési pontokat mutatja be, az egyházi és a külföldi támogatások tükrében.
- Ápolás otthon – Az egészségügyben végbemenő változásokat, a kórházi ágyak leépítésével párhuzamosan kiszolgáltatott betegek és a kiépülő házi ápolási szolgálatok bizonytalan helyzetét elemzi a dokumentumfilm.
- Vény nélkül – Hazánkban az egészségügy ma nagyobb buli, mint a kábítószerkereskedelem. A gyógyításban résztvevők és a betegeken kívül mindenki jól jár. Az elmúlt 10 évben a gyógyszerek 1000%-os drágulásának, a TB támogatások folyamatos csökkenésének, az egészségügy csődközeli finanszírozásának okait elemzi a film.
- Hogyan adjuk el legolcsóbban anyánkat?! – A film a rendszerváltás utáni mezőgazdaság hanyatlásának okait keresi és a folyamatot meghatározó elvtelen, értelmetlen, hosszú távon ható privatizációs visszaélésekről szól.
- Olajra téve – A film, a hazai növényolajipar sajátos privatizációját elemzi.
- Kis magyar hungarikum – A film az agrárágazat 1992 és 2002 közötti időszakát, átalakulását elemzi, valamint a magyar agrár értelmiség helyzetét jövőjét vizsgálja.

### Kísérleti, experimentális filmek
Eddigi életművében jelentősek a rövid, szövegnélküli filmetűdök, filmes találós kérdések.
- Budapest rapszódia – A film újkori történelmünk hangjai segítségével a metró zárt világában idézi fel az elmúlt évtizedek zárt világát.
- A szerelem láthatatlan fényei – A film audiovizuális fényfestészet. A szerelem beteljesülésének pillanatát lassítja le és festi fel a vászonra.
- Egy Continentál, vagy amit akartok – A film egy makrovilágot mutat be, amely kérdőjelek sorozata. A látvány és a hangok mást sugallnak, mint a valóság. A film a részletek és az egész furcsa viszonyáról szól, egy írógép belső világán keresztül.
- Egy vizionárius látomásaiból – A hagyományos analóg, kézmeleg képzőművészet és a 3 dimenziós, virtuális, digitális művészet egymásra hatásáról, a jelenről és a jövőről szól a film.
- A titok nyitja – Filmes találós kérdés. Óriás hegységek, síkságok, tengerek, tavak fölött repülünk, miközben a különleges felvételek révén egy hétköznapi tárgy belső világát ismerjük meg. A film végén megoldódik a titok.

### Ismeretterjesztő, felvilágosító filmek
Amit az otthoni ápolásról tudni érdemes című öt részes filmsorozat, amely a betegek, hozzátartozók, a nem hivatásos ápolóknak ad kézzelfogható segítséget. A sorozat közel 100 témát dolgoz fel, ápolási alapismeretekről, műfogásokról, a hétköznapi életet megkönnyítő segédeszközök használatáról. Az Amit tudni érdemes című sorozat az idősödés mindenki által átélhető problémáit járja körül. Ennek jegyében készültek el az alábbi filmek.
Amit az impotenciáról tudni érdemes
Amit a csontritkulásról tudni érdemes
Amit a menopauzáról, klimaxról tudni érdemes
Amit az öregedés késleltetéséről tudni érdemes
Amit az idős emberek ápolásáról tudni érdemes
Amit az öregedéssel járó elváltozásokról tudni érdemes

### További filmjei
- Oder was ihr wohlt… – (1979) (Babelsberg) – experimentális film
- Szép új világ – (1979) (Babelsberg) – dokumentumfilm
- Onkel Kari – (1980) (Babelsberg) – dokumentumfilm
- Betonacél szerelése – (1981) – oktatófilm
- Edzésmódszerek – (1981) – oktatófilm
- Iskolai ergonómia – (1981)
- Fenyércirok – (1982) – oktatófilm
- Egy KISZ BM tábor – (1982) – dokumentumfilm
- Filmjelentés (1982); – dokumentumfilm
- Mosodai Capriccio – (1982) – dokumentumfilm
- Útközben hazafelé – (1982) – dokumentumfilm
- A permetezés-technika elmélete és gyakorlata – (1983) – oktatófilm
- Mindennapi kenyerünk – (1984) – Gondolatok a korszerű gabonatárolásról
- A homoktól az erdőig (1985) – oktatófilm
- Ökológiai szukcesszió – (1985) – oktatófilm
- A bugaci ősborókás – (1985) – ismeretterjesztő film
- A mentők története – (1986) – dokumentumfilm
- Egy éjszaka története – (1986) – dokumentumfilm
- Vertikális zonalitás – (1986) – oktatófilm
- A Bükk-hegység élővilága – (1986) – oktatófilm
- Diverzitások és társulások – (1986) – oktatófilm
- A bölcsőtől a sírig – (1987) – dokumentumfilm
- Lesz még szőlő… – (1988) – ismeretterjesztő film
- A legjobbat a leggyorsabban – az embrió klónozása és átültetése – (1988) – ismeretterjesztő film
- A világ jámborai – (1990) – dokumentumfilm
- Petőfi – (1990) – dokumentumfilm
- Végtelenebb a végtelennél – (1994)
- A T-ART története – (1994)
- Gerontex – (1996)
- Hippoterápia – (1997)
- Az irgalmasság háza – (1998)
- A kántorok tanítója – (1998)

### Egyéb munkái
Különleges, négy egész estés filmet tartalmazó video-albumot adott ki 4 PORTRÉ címmel, amely iskolák, könyvtárak, kulturális intézményeknek ajánlott.